# Vajgatsj (schip, 1909)

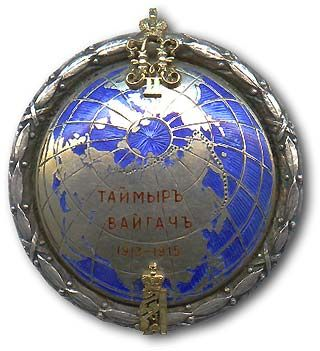
Keizerlijke Russische insigne ter herdenking van de succesvolle poolexpeditie van de ijsbrekers Tajmyr en Vajgatsj

De Vajgatsj (Russisch: Вайгач) was een middelgrote ijsbrekerstoomboot die actief was voor de Russische Keizerlijke Marine.
Het schip werd net als haar zusterschip Tajmyr in 1909 gebouwd op de scheepswerven van de Russische hoofdstad Sint-Petersburg en werd vernoemd naar het Russische pooleiland Vajgatsj. De bouw werd bekostigd door de Russische overheid die de schepen wilde inzetten voor een grondige onderzoeking van de ongekarteerde gebieden van de Noordoostelijke Doorvaart tijdens een reis die bekend werd als de Hydrografische Expeditie in de Noordelijke IJszee. Beide schepen beschikten over een motorvermogen van 1200 pk, bij volledige lading een waterverplaatsing van 1500 ton en werden beschouwd als de modernste ter wereld. Ze hadden een versterkte boeg zoals de Fram en konden daarmee door 60 tot 90 cm dik ijs varen. Met elk 500 ton reservebrandstof konden beide schepen 12.000 zeemijl varen. Ook hadden beide schepen een telegraaf aan boord.
Op 29 oktober 1909 verlieten beide schepen de haven van Kronstadt om via het Suezkanaal, de Indische Oceaan en Zuidoost-Azië naar Vladivostok te varen om met hun werk te beginnen. De Vajgatsj stond onder leiding van Aleksandr Koltsjak. In de herfst van 1910 starten beide schepen met een aantal onderzoekstochten vanuit de haven van Vladivostok. De beide schepen voeren eerst naar de Tsjoektsjenzee, waar een 5 jaar durend onderzoeksprogramma van dieptepeilen en onderzoeken (tijdens de dooi) begon voor de wetenschappers aan boord. Voor het intreden van elke winter keerden de beide schepen terug naar Vladivostok om er de lente af te wachten. In 1911 voerde de bemanning van beide schepen de eerste Russische landing uit op het eiland Wrangel, waarbij door expeditieleider Boris Vilkitski (van de Tajmyr) een Russische vlag werd geplaatst bij Kaap Thomas. In 1913 brachten ze een groot deel van de Noordoostelijke Doorvaart in kaart en plantte Vilkitski de Russische vlag op het door deze expeditie ontdekte Nicolaas II-land, dat toen echter nog aangezien werd voor een landmassa. In 1914, toen de Vajgatsj onder leiding van kolonel I. Sergejev stond, deden beide ijsbrekers tevergeefs een poging om de hele Noordoostelijke Doorvaart aan een stuk te doorvaren tot aan Archangelsk: Door zwaar weer en zware ijsomstandigheden bleven ze echter steken in de Karazee en moesten ze gedwongen de winter doorbrengen in de Dikabocht nabij de Fearnleyeilanden. Pas in de lente van 1915 wisten ze uiteindelijk Archangelsk te bereiken, waar ze onder groot gejuich werden ingehaald. Op 1 oktober 1915 werd de expeditie opgeheven en de bemanning verdeeld over andere Russische oorlogsschepen.
In 1918 liep de Vajgatsj op een zandbank in de Golf van Jenisej niet ver van Kaap Jefremov Kamen (oostkust) en zonk.
De in 1989 gebouwde nucleair aangedreven ijsbreker Vajgatsj is vernoemd naar het schip.